# Saison 2 du Caméléon
Chronologie
Saison 1 Saison 3
Cet article présente le guide de la deuxième saison de la série télévisée Le Caméléon.

## Liste des épisodes

### Épisode 1:Nouvelle donne
- États-Unis : 1er novembre 1997 sur NBC
- France : 12 septembre 1998 sur M6

- Richard Marcus (M. Raines)
- Pamela Gidley (Brigitte)
- James Denton (M. Lyle)
- Danny Zorn (Joel Fein)
- Orlando Brown (Bruno)
- David Barrera (Fernando Ramos)
- James Sotarius (Dr Christopher Fein)
- Tava Smiley (Chloe)
- Sam Whipple (Sheldon Fein)

### Épisode 2:Le Père et le fils
- États-Unis : 8 novembre 1997 sur NBC
- France : 19 septembre 1998 sur M6

- Denis Arndt (Nick Avani)
- Pamela Gidley (Brigitte)
- James Denton (M. Lyle)
- Drake Bell (Shawn Boyd)
- Ashley Peldon (Mlle Parker enfant)
- Justin Louis (Scotty Boyd)
- Alex Wexo (Sydney jeune)
- Audrey Baranishyn (Dét. Harvey)

### Épisode 3:Sur la corde raide
- États-Unis : 15 novembre 1997 sur NBC
- France : 26 septembre 1998 sur M6

- Richard Marcus (M. Raines)
- Gail Strickland (Jo-Ellen Gillespie)
- Ryan Merriman (Jarod enfant)
- Pamela Gidley (Brigitte)
- Sam Anderson (Dr Curtis)
- Larissa Laskin (Grace Carter-Wellman)
- Alex Wexo (Sydney jeune)
- Kim Myers (La mère de Jarod)

- Spiderman
- la pastèque

### Épisode 4:L'Élément révélateur
- États-Unis : 22 novembre 1997 sur NBC
- France : 3 octobre 1998 sur M6

- Ryan Merriman (Jarod enfant)
- Alex Wexo (Sydney jeune)
- James Denton (M. Lyle)
- Jim Haynie (Ben Miller)
- Samantha Smith (Kimberly Green)
- Simon Templeman (Darrin Faxon)
- Elizabeth Lackey (Cindy Thomas)
- Patrick Fischler (Toby)
- Travis Fine (Brian Stoffel)
- Cyia Batten (Erika Green)

Identités de Jarod : Jarod Adams
- Photographe chez Joli Minois, le Roi de la photo (New-York)
- Photographe de mode dans l'agence de Darrin Faxon (Miami)

### Épisode 5:La Beauté cachée
- États-Unis : 13 décembre 1997 sur NBC
- France : 17 octobre 1998 sur M6

- Ryan Merriman (Jarod enfant)
- Paul Dillon (Angelo)
- John Fleck (Ray)
- Katie Mitchell (Dr Christine Brant)
- Tim Quill (Dr Wade Eubanks)
- Alex Wexo (Sydney jeune)
- Pamela Gidley (Brigitte)
- Saadia Persad (Tricia Holmes)
- John Gegenhuber (M. Hoffman)

### Épisode 6:L'Échange
- États-Unis : 13 décembre 1997 sur NBC
- France : 17 octobre 1998 sur M6

- Richard Marcus (M. Raines)
- Masaya Kato (Tommy Tanaka)
- Harve Presnell (M. Parker)
- Alex Datcher (Jessica Kline)
- James Denton (M. Lyle)
- Joel Polis (Agent Russell Gillson)
- Christine Healy (Emma Barrett)
- Sam Ayers (Sam)
- Kelsey Mulrooney (Debbie Broots)

Identités de Jarod : 
- Marchand de glaces
- Jarod Darren, Avocat

### Épisode 7:Coup double
- États-Unis : 3 janvier 1998 sur NBC
- France : 24 octobre 1998 sur M6

- Ryan Merriman (Jarod enfant)
- Daniel von Bargen (McLaren)
- Ashley Peldon (Mlle Parker enfant)
- Vanessa A. Williams (Denise Clements)
- Steven Anderson (Barney Stanfield)
- Kelsey Mulrooney (Debbie Broots)
- Alex Wexo (Sydney jeune)
- Daniel Dae Kim (Le Xuan Duc)
- Jay Karnes (Bureaucrate militaire)

Identité de Jarod : Jarod Patton, Militaire

### Épisode 8:Le Poids du passé
- États-Unis : 10 janvier 1998 sur NBC
- France : 31 octobre 1998 sur M6

- Ryan Merriman (Jarod enfant)
- Justin Kirk (Horace Strickland)
- Theodore Bikel (Martin Zelle / Dr Werner Krieg)
- Tim Edward Rhoze (Dan Healy)
- Antonio David Lyons (Todd Healy)

- les cakes fourrés en emballage individuel
- la comptine "Un kilomètre à pied ça use, ça use"

### Épisode 9:Effets spéciaux
- États-Unis : 17 janvier 1998 sur NBC
- France : 7 novembre 1998 sur M6

- Richard Marcus (Dr Raines)
- Ryan Merriman (Jarod enfant)
- Paul Dillon (Angelo)
- Jake Lloyd (Angelo enfant)
- Douglas Roberts (Mickey Clausen)
- Scott Allan Campbell(Dave Douger)
- Kathe Mazur (Brynne McLain)
- Alex Wexo (Sydney jeune)

- Les films de série Z
- Le napalm fait maison

Identité de Jarod : Jarod Lugosi, Spécialiste des effets spéciaux.

### Épisode 10:Course contre la mort
- États-Unis : 31 janvier 1998 sur NBC
- France : 14 novembre 1998 sur M6

- Richard Marcus (M. Raines)
- Richard Riehle (Graham Hawkes)
- Tom Everett (Grant Roehmer)
- Jennifer Aspen (Anna Roehmer)
- Harry Van Gorkum (Nigel Brinkman)
- Steven Flynn (R.J. Roehmer)
- Brian Gaskill (Jimmy Roehmer)
- Michael Andretti (lui-même)
- Mario Andretti (lui-même)

Identité de Jarod : Jarod Jones, coureur automobile.
Sydney et Jacob ont fait leurs études à Yale (comme cela était sous-entendu dans le pilote : Sydney porte un sweat shirt de Yale)

### Épisode 11:Gigolo
- États-Unis : 7 février 1998 sur NBC
- France : 21 novembre 1998 sur M6

- Brad Greenquist (Frank)
- Pamela Gidley (Brigitte)
- Kyla Pratt (Tracy Johnson)
- Salli_Richardson-Whitfield (Cynthia Sloan)
- Christina Pickles (Felicia Pratt)
- Juanita Jennings (Alice Evans)
- Stephanie Faracy (Joyce Gillman)
- Leland Crooke (Bucky LaFontaine)

Identité de Jarod :
- Gigolo
- Jarod Heart : Auteur d'un roman romantique "The Saddest Little Valentine" dont la couverture représentait Mlle Parker en lingerie

### Épisode 12:Cadeau-surprise
- États-Unis : 7 mars 1998 sur NBC
- France : 2 novembre 1998 sur M6

- Paul Dillon (Angelo)
- Harve Presnell (M. Parker)
- Pamela Gidley (Brigitte)
- Mark Arnott (M. Conti)
- Christopher Kennedy Masterson (Chris Conti)
- Nynno Ahli (Hayes)
- David Sawyer (M. Parker jeune)

Identité de Jarod : Jarod Crockett, Guide de haute montagne.

### Épisode 13:Travail d'artiste
- États-Unis : 14 mars 1998 sur NBC
- France : 5 décembre 1998 sur M6

- Don Harvey (Joey Melino)
- Harve Presnell (M. Parker)
- James Denton (M. Lyle)
- Kerrie Keane (Faye)
- John Pleshette (Sean Flanagan)
- Andrew Hawkes (Bobby)

### Épisode 14:Trou de mémoire
- États-Unis : 21 mars 1998 sur NBC
- France : 12 décembre 1998 sur M6

- Paul Dillon (Angelo)
- Harve Presnell (M. Parker)
- Pamela Gidley (Brigitte)
- Leland Orser (Argyle)
- Willie Gault (Willie)
- Alex Wexo (Sydney jeune)
- Kim Myers (la mère de Jarod)
- Juddson Keith Linn (Corbin)

### Épisode 15:La Preuve par balles
- États-Unis : 28 mars 1998 sur NBC
- France : 19 décembre 1998 sur M6

- Chris Lemmon (en) (Glenn Stephens)
- Amy Parrish (Liz Brantly)
- Alex Wexo (Sydney jeune)
- Leigh Taylor-Young (Michelle Lucca Stamatis)
- David Leboisoa (Mooney)
- Darren Kennedy (Nicholas Stamatis)

### Épisode 16:Le Miroir recomposé
- États-Unis : 4 avril 1998 sur NBC
- France : 9 janvier 1999 sur M6

- Richard Marcus (M. Raines)
- Ryan Merriman (Jarod enfant)
- Larry Joshua (Agent Roger Bingham)
- Willie Gault (Willie)
- Alex Wexo (Sydney jeune)
- Jeff Bowser (Dannie/Einnad)
- David Kriegal (Agent Andrew Stess)
- Roxana Zal (Karla Parks)
- Seth E. Adkins (Nikky Parks)

- Les miroirs déformants
- le chocolat en poudre

### Épisode 17:Le Crash
- États-Unis : 11 avril 1998 sur NBC
- France : 16 janvier 1999 sur M6

- James Pickens Jr. (Clark Thomas)
- Matt Clark (Lyle Bowman)
- Dann Florek (Don Larson)
- Nancy Parsons (Martha Bowman)
- Judith Hoag (Angela Wiley)
- David Denman (Daniel Falk)
- Jeffrey Hutchinson (Brandon Larson)

### Épisode 18:Kidnapping
- États-Unis : 2 mai 1998 sur NBC
- France : 23 janvier 1999 sur M6

- Richard Marcus (M. Raines)
- Miguel Sandoval (Manny Alomar)
- Francis Guinan (George Harper)
- Michael Angarano (Patrick Harper)

- Chercheur au laboratoire pharmaceutique Clarxon.
- Jarod Pierce : Médecin
- George Harper : Milliardaire de l'informatique

### Épisode 19:Un don du ciel
- États-Unis : 2 mai 1998 sur NBC
- France : 30 janvier 1999 sur M6

- Richard Marcus (M. Raines)
- Paul Dillon (Angelo)
- James Denton (M. Lyle)
- John Diehl (Shérif Delmont)
- Jeffrey Donovan (Kyle)
- Connie Ray (Marilyn Miller)
- Jesse Head (J.R. Miller)

### Épisode 20:Mensonges
- États-Unis : 9 mai 1998 sur NBC
- France : 6 février 1999 sur M6

- Richard Marcus (M. Raines)
- Ashley Peldon (Mlle Parker enfant)
- Keene Curtis (M. Fenigor)
- Paul Perri (Frank Isaac)
- Jeff Kober (Clavell Dane)
- Courtney Peldon (Kaley Isaac)
- Joel Stoffer (en) (Jude Dane)

### Épisode 21:Patrimoine génétique, première partie
- États-Unis : 16 mai 1998 sur NBC
- France : 13 février 1999 sur M6

- Richard Marcus (M. Raines)
- Paul Dillon (Angelo)
- Harve Presnell (M. Parker)
- Haley Joel Osment (Davy Simpkins)
- George Coe (Dr Nicholas Haring)
- Keene Curtis (M. Fenigor)
- Nancy Everhard (Dr Cynthia DeWitt)
- Kim Myers (la mère de Jarod)

- Médecin dans la clinique de fertilité NuGenesis : Dr. Jarod Spock.
- Enseignant remplaçant : Jarod Kotter.

- L'acteur Haley Joel Osment, connu pour avoir joué le rôle principal du film Sixième Sens de M. Night Shyamalan, joue dans cet épisode.

- Une erreur de montage se glisse dans cet épisode. En effet, à la fin de l'épisode, lorsque Jarod et Angelo courent à l'aéroport, ils escaladent une clôture. En passant par-dessus, Jarod porte des baskets et quelques secondes plus tard quand il court sur le tarmac, il porte des chaussures noires.

### Épisode 22:Patrimoine génétique, deuxième partie
- États-Unis : 16 mai 1998 sur NBC
- France : 20 février 1999 sur M6

- Richard Marcus (M. Raines)
- Paul Dillon (Angelo)
- Kim Myers (la mère de Jarod)
- Harve Presnell (M. Parker)
- Jake Lloyd (Timmy/Angelo enfant)
- Haley Joel Osment (Davey Simpkins)
- John Beasley (Ed Thomas)
- George Coe (Dr Nicholas Haring)
- Keene Curtis (M. Fenigor)

## Annexe